# 黃若桓
黃若桓，出生於1988年8月（36歲），畢業於高雄市國立鳳山商工機械科、屏東大仁科技大學應用外語系日文組、義守大學應用日語學系研究所，是基進側翼。
2014年在高雄市左營楠梓區推出的無黨籍高雄市議員參選人，不過並未當選。得票數5,168票(得票率2.94%)。

## 經歷
2014年曾與基進側翼高雄市議員候選人陳信諭等人，到國民黨籍高雄市長參選人楊秋興競選總部陳抗，要求當時的執政黨中國國民黨扭轉南北失衡。
2014年高雄市議員選舉後，加入現任民進黨籍立法委員鍾佳濱競選團隊擔任助理，於2016年中華民國立法委員選舉中幫助綠營，以76,204票(得票率52.55%)一舉打敗尋求三連任的屏東縣屏東市國民黨籍王進士，隨後進入立法院擔任國會助理。
2017年10月轉戰新北市中和區民進黨籍立法委員江永昌國會辦公室擔任助理。

## 來源
1. ↑  . 2018行政區 @ 選舉黃頁. 1988-08-10  [2018-05-12]. （原始内容存档于2019-09-05） （中文）.
2. ↑  李菁豪／高雄報導. . 蘋果日報. 2014-11-29  [2018-05-12]. （原始内容存档于2018-07-27） （中文）.
3. ↑  . Plurk. 2014-09-23  [2018-05-11]. （原始内容存档于2018-05-12） （中文）.